# Холодногірський район
Холодногі́рський райо́н (до 2016 — Ленінський, до 1929 — Іва́но-Лисогі́рський) — один із 9 районів міста Харкова.

## Загальні відомості
Район розташований у північно-західній частині міста. У районі 365 вулиць і провулків, їх загальна довжина — 183 км. Найдовша вулиця — Полтавський шлях — 6,5 км. У районі знаходяться дві найбільші залізничні станції — «Харків-Пасажирський» та «Харків-Сортувальний», а також Управління Південної залізниці та Управління метрополітену.

## Історія

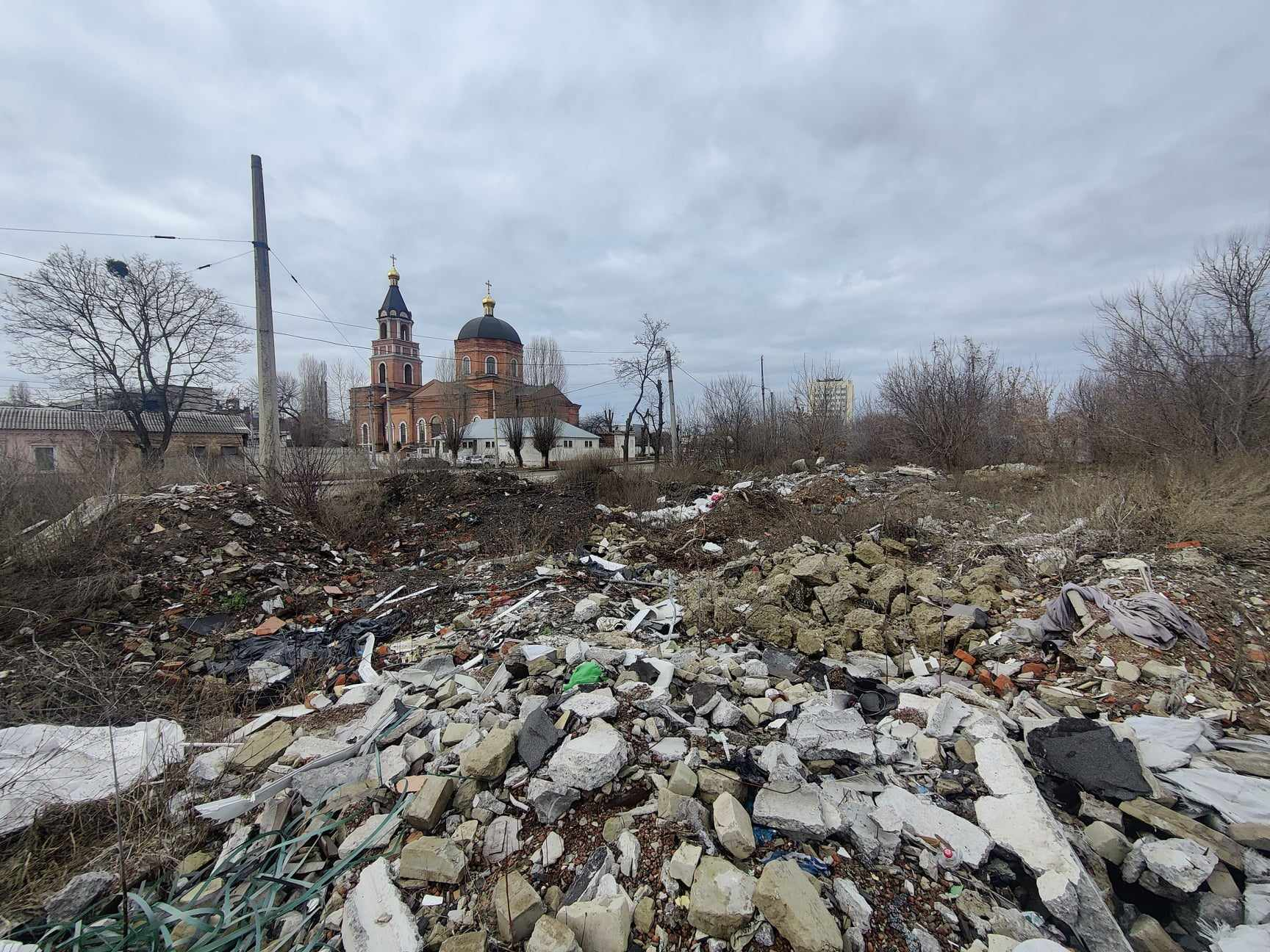

Влада на території Івано-Лисогірського району у першій половині 1919 року належала Іванівському ревкому, який у свою чергу, складався із Павлівського, Холодногірського та Лисогорського підрайонів. З цього часу і починається історія створення Ленінського району. 1929 року було прийнято рішення на засіданні пленуму про перейменування Івано-Лисогірського району в Ленінський район.
У 1975 р. відкрився Південний вокзал, будівництво якого було розпочато у 1968 році.
2 лютого 2016 року згідно декомунізаційного Закону район декомунізовано та перейменовано на Холодногірський через розташовану там місцевсть Холодна гора.

## Промисловість і торгівля
У районі 64 промислових підприємства, із них:
- машинобудування — 19 од.;
- металургія та обробка металу — 8 од.;
- харчова промисловість — 8 од.;
- легка промисловість — 7 од.;
- виробництво деревини — 1 од.;
- целюлозно-паперова та поліграфічна промисловість — 5 од.;
- хімічна й нафтохімічна промисловість — 5 од.;
- виробництво тепла — 4 од.;
- виробництво будматеріалів — 2 од.;
- інше виробництво — 2 од..

Понад 51 % від загального обсягу виробництва складає випуск продукції підприємствами переробної та харчової галузі.
Досить широкий асортимент промислової продукції:
- холодильне і морозильне устаткування, нагрівальні котли, металорізальні верстати, насоси, гідростанції, преси, штампи і прес-форми, двигуни, машини постійного струму, електродвигуни для рудникових електровозів, електронасоси, електромагнітні муфти, вимикачі шляхові, протезно—ортопедичні вироби, електробритви, електро-, тепло-, водолічильники, вантажні вагони, вироби пластмасові та плівкові, теплообмінне обладнання, сплави алюмінієві вторинні, збірні бетонні та залізобетонні вироби;
- харчова промисловість: виноградне шампанське, столові і міцні вина, кондитерські вироби в асортименті АТЗТ «Харківська бісквітна фабрика», морозиво та шоколадно-вафельні вироби СП ТОВ «Полюс ЛТД»;
- вироби підприємств легкої промисловості: верхній одяг, постільна білизна; книжково—журнальна продукція.

## Освіта та наука
У районі працює 12 загальноосвітніх шкіл, у яких навчаються 8 032 учні та спеціальна вечірня загальноосвітня школа, де здобуває освіту 151 учень. У 20 дошкільних закладах виховують 2 256 дітей. Є технікум молочної промисловості, медичне училище Південної залізниці, художнє училище, професійний ліцей швейних технологій, професійний ліцей залізничного транспорту, професійно—технічне училище № 41.

## Культура та туризм
Заклади культури району представлені:
- двома театрами — Музичної комедії на 464 місця та Театром для дітей та юнацтва на 440 місць;
- двома кінотеатрами «Холодногірський» на 415 місць та «Боммер» на 400 місць;
- вісьмома централізованими бібліотеками, книжковий фонд яких складається з 435,2 тисячі книг, чисельність читачів становить 25,1 тисяч ос.;
- дев'ятьома парками та скверами;
- двома клубними закладами;
- Будинком науки і техніки залізничників на 1 350 місць;
- гарнізонним Будинком Офіцерів на 840 місць;
- Будинком культури мікрорайону Новий побут на 219 місць.

## Охорона здоров'я
У районі функціонує дев'ять медичних закладів, з них:
- районного підпорядкування — три,
- міського — два;
- обласного — три;
- відомчого — один.

## Спорт
Для занять фізкультурою та спортом у районі працює один стадіон, три палаци спорту, чотири фізкультурно—оздоровчі центри, сім стрілецьких тирів, 20 спортивних залів, 37 спортивних майданчиків та полів, 17 гімнастичних містечок із тренажерами та устаткуванням.

## Відомі люди
- Попель Андрій В'ячеславович (1971—2014) — солдат Збройних сил України, учасник російсько-української війни.